# Émile Reynaud
Charles-Émile Reynaud (Montreuil, 8 de diciembre de 1844-Ivry-sur-Seine, 9 de enero de 1918) fue un inventor y pionero del cine de animación francés que perfeccionó el zoótropo al inventar el praxinoscopio en 1877. Patentó una mejora considerable de su invento en 1888 al que bautizó con el nombre de Théâtre Optique (Teatro óptico). Fue el primero, además, en perforar la película, como medio de arrastre mecánico. Sus proyecciones estaban sincronizadas con música compuesta por él mismo y efectos sonoros. Sus películas presentan breves escenas humorísticas con un tono naif y poético. Reynaud, en resumen, fue el primero en conseguir pasar del movimiento cíclico de figuras dibujadas a un discurso visual dotado de argumento.

## Vida y obra

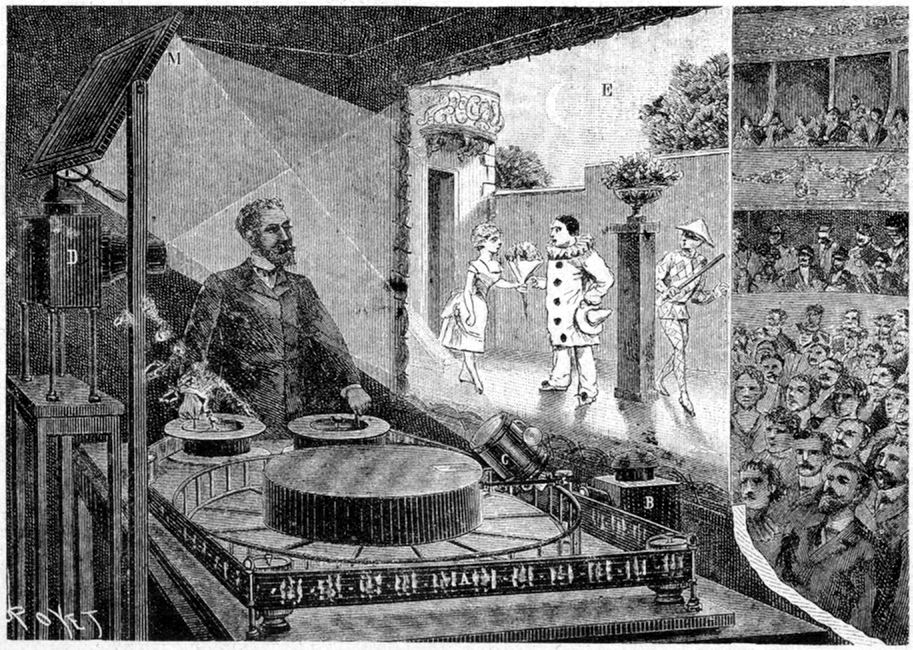
Recreación de Émile Reynaud proyectando Pobre Pierrot!.

Émile Reynaud se inicia en el conocimiento de la mecánica de precisión en el taller de su padre, que era relojero, y aprende a dibujar y a pintar con su madre, que era acuarelista.
Estudió ingeniería y fue profesor de Mecánica y Física en Le Puy-en-Velay.
Desde 1832 se venían creando toda una serie de juguetes ópticos destinados a ofrecer la ilusión del movimiento mediante secuencias de imágenes que pasaban ante  distintos tipos de obturador. Reynaud se aplicó a conseguir un medio que evitara la obstrucción del noventa por cien de la luz que produce la obturación. Lo consiguió sustituyéndolo por un tambor poligonal giratorio de espejos pintados con imágenes que, iluminadas en todo momento, eran vistas a través de una ventanita. En diciembre de 1877 patentó este sistema con el nombre de praxinoscopio. El ingenio tuvo un gran éxito comercial como juguete y obtuvo una mención especial en la Exposición Universal de París de 1878.

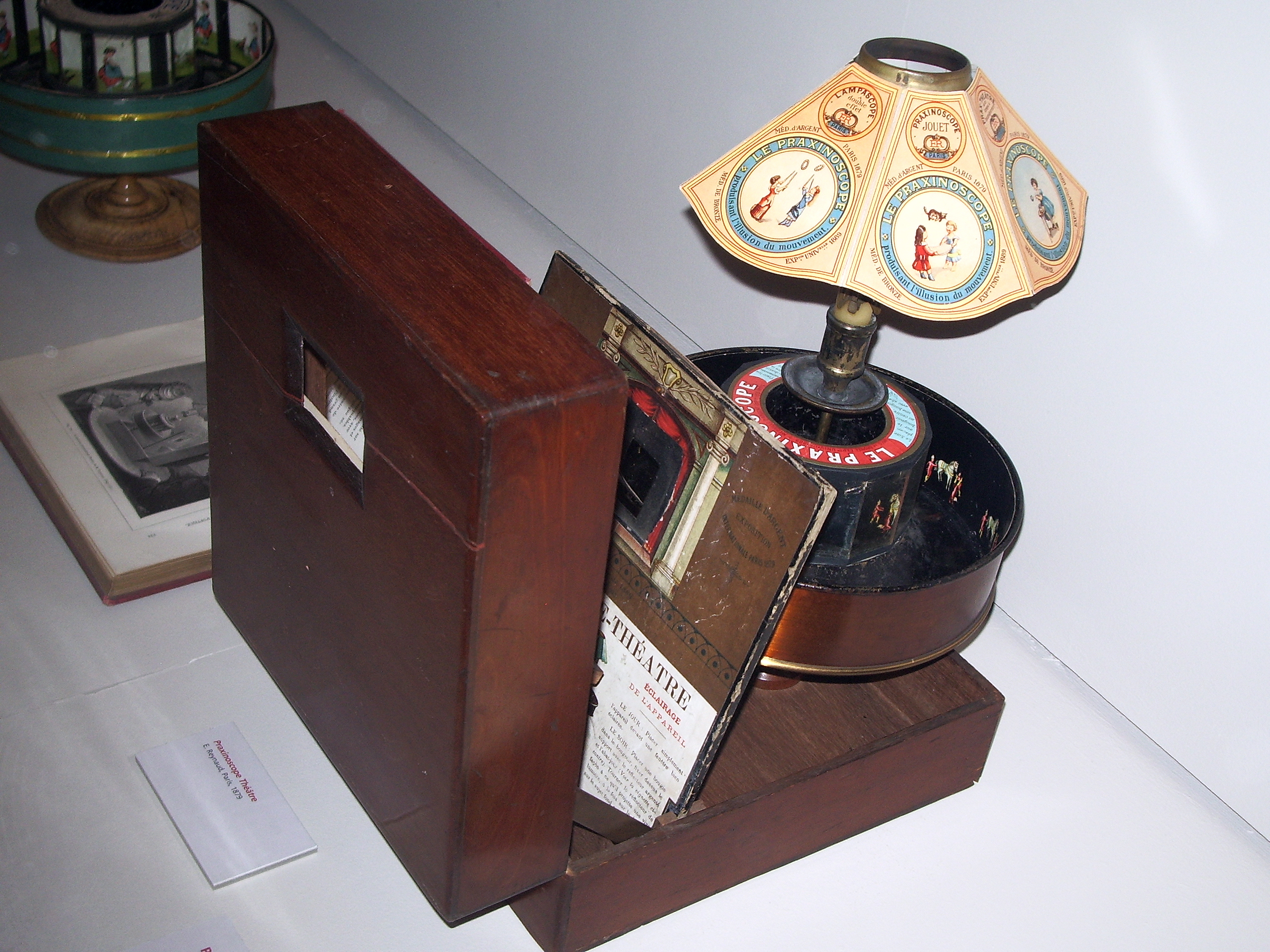
Praxinoscopio.

En 1879 tenía lista una evolución del invento, que bautizó como «Praxinoscopio-Teatro». En él, las imágenes en movimiento se contemplaban reflejadas en una especie de proscenio teatral en miniatura y se superponían sobre decorados proyectados con el método de linterna mágica, que constituían un fondo sobre el cual se movían las figuras. Se trata de un precursor del sistema de doble exposición o sobreimpresión, técnica que sería importante en el posterior desarrollo de la cinematografía.

Algunas imágenes de Pobre Pierrot! (1892).

Pero el principal inconveniente era que el movimiento animado sobre un tambor debía ser necesariamente cíclico. Por tanto Reynaud concibió la idea de dibujar sus imágenes, no sobre espejos rígidos, sino sobre una cinta transparente y flexible que le permitiera pasarla de una bobina a otra. En 1892 patenta el Teatro óptico, que, además, permitía, mediante un sistema de lentes, su proyección para un público en una pantalla translúcida, utilizando otro proyector de imágenes fijas para los escenarios.

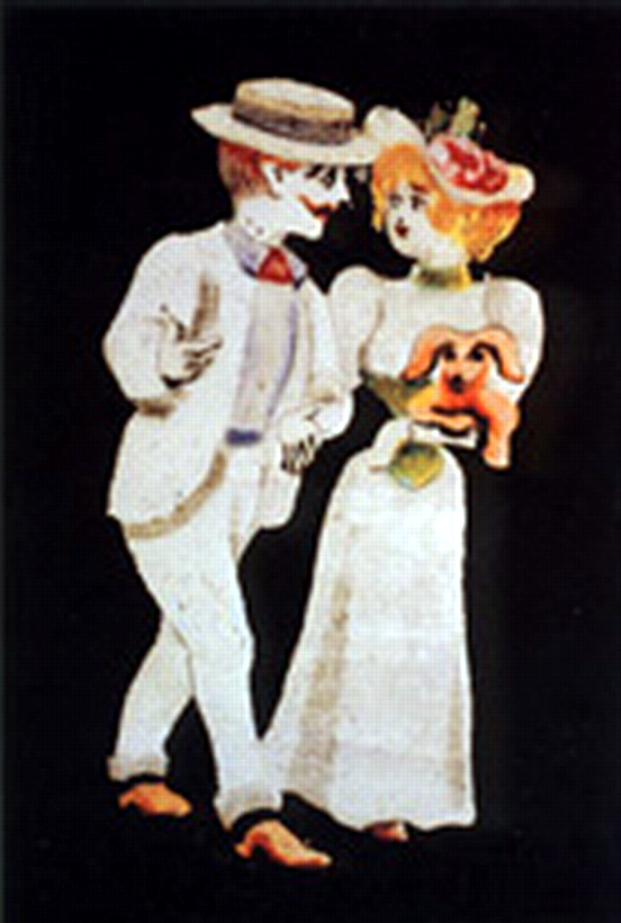
Personajes de Alrededor de una caseta de baño (1895).

El 28 de octubre de 1892 inicia, en el museo Grévin de París, la proyección de sus «Pantomimas Luminosas» (como anunciaba el cartel publicitario) en un programa que incluía tres películas: Pauvre pierrot, Clown et ses chiens y Un bon bock (1888). De este modo se convirtió en el creador de los dibujos animados.
Un bon bock era una farsa sobre un café donde a un hombre le roban continuamente la bebida y acaba peleándose con los transeúntes. Clown et ses chiens estaba inspirada en el mundo del circo. Pauvre Pierrot! (terminada en 1891 y estrenada en noviembre de 1892) es una encantadora comedia romántica que utiliza los personajes de la Commedia dell'arte.
De su producción tan sólo se conservan Pobre Pierrot (1892) y Alrededor de una caseta de baño (1895). Esta última obra fue representada ininterrumpidamente, ya en competencia directa con el Cinematógrafo de los hermanos Lumière, desde enero de 1895 hasta marzo de 1900, en que finalizará su contrato con el Museo Grévin. Junto a Alrededor de una caseta de baño (Autour d'une cabine), que era una película cómica (otras de sus obras eran más bien líricas), se proyectaba Un sueño junto al fuego (Rêve au coin du feu).
A partir de 1896, Reynaud incluyó una película cinematográfica dirigida por él mismo, Guillermo Tell (Guillaume Tell), interpretada por los payasos Foottit y Chocolat. En julio de 1897 incluye en su programa una nueva película, de fotografía animada, dirigida también por él, Le premier cigare, interpretada por el actor cómico Galipaux. En 1899 comenzó a combinar sus propias bandas animadas con Actualidades Gaumont, un noticiario cinematográfico.
Las «Pantomimas Luminosas» permanecieron en cartel durante un periodo de ocho años, desde 1892 hasta 1900, pero lo laborioso del proceso (hasta 700 dibujos necesitaba para una de sus cintas) y la competencia y bajo coste de las películas hechas con el Cinematógrafo Lumière, además de su desventaja en cuanto a lo que Noël Burch ha denominado "efecto Frankenstein" (esto es, hacer verdadera la creación de la vida en la pantalla), acabaron con el espectáculo de Reynaud.
Poco a poco las ingenuas historietas animadas de Reynaud dejaron de interesar al público en favor del cine fotografiado, por lo que cayó en el olvido ya en 1900 y acabó en la miseria. Tras destrozar con un martillo las delicadas maquinarias de su Teatro Óptico y arrojar la mayoría de sus películas al Sena una noche de enero de 1910, a consecuencia de una fuerte depresión, Émile Reynaud, el creador del dibujo animado, morirá en 1918 en un manicomio de Ivry-sur-Seine sumido en la indigencia.

## Filmografía

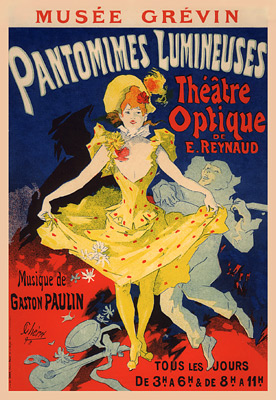
Cartel del espectáculo Pantomimas luminosas.

### Películas de animación
- Un bon bock (1892)
- Clown et ses chiens (1892)
- ¡Pobre Pierrot! (1892)
- Rêve au coin du feu (1895)
- Alrededor de una caseta de baño (1895)

### Películas cinematográficas
- Guillaume Tell (1896)
- Le premier cigare (1897)